# Сетчатый питон
Се́тчатый пито́н (лат. Python reticulatus) — неядовитая змея из семейства питонов, обитающая в Азии.

## Внешний вид
Название «сетчатый» получил из-за сложного узора на теле, включающего цепочку светлых ромбовидных пятен посередине спины и треугольные, соединённые между собой тёмные пятна со светлыми центрами по бокам. Голова светлая. Чешуя с сильным радужным отливом.

### Размеры
Несмотря на наличие большого количества данных о гигантских сетчатых питонах, подобного рода истории не являются достоверными. Известный шведский натуралист Ральф Бломберг в своей книге «Змеи-гиганты и страшные ящеры» упоминает экземпляр длиной 33 фута, то есть около 10 метров. Но непонятно, на каких наблюдениях базируются эти данные. Сетчатый питон с Филиппин длиной 14,085 м и весом 447 кг, о котором сообщалось в СМИ, на самом деле оказался более чем в два раза меньше. 
Тем не менее, сетчатый питон является самой длинной змеёй мировой фауны. Крупнейшие особи номинативного подвида в дикой природе могут вырастать по меньшей мере до 7 метров в длину. Более тысячи диких сетчатых питонов были измерены на юге Суматры, в длину они были от 1,15 до 6,05 м при весе от 1 до 75 кг. На Флоресе регулярно наблюдают змей длиной более 4—5 метров. Одной из крупнейших измеренных особей была змея из Индонезии, она достигала 6,95 м и весила 59 кг, но при этом не ела 3 месяца. Сетчатые питоны, обитающие на небольших островах, значительно меньше своих материковых сородичей и питонов с более крупных островов. Достоверно самый крупный сетчатый питон, содержавшийся в неволе — самка длиной около 7,5 м по кличке «Саманта», пойманная на Борнео и умершая в 2002 в Зоопарке Бронкса (Нью-Йорк).

## Распространение
Вид широко распространён в Южной и Юго-Восточной Азии. Ареал охватывает Бангладеш, Бирму, Индию, Таиланд, Лаос, Камбоджу, Вьетнам, Малайзию, Сингапур, Индонезию, Никобарские острова и Филиппины.

## Образ жизни
Сетчатый питон обитает в тропических лесах, редколесьях, на горных склонах. На Яве найден в горах на высоте до 1200 м над уровнем моря. Ведёт в основном наземный образ жизни, но хорошо лазает по деревьям. Предпочитает влажные места обитания и часто селится по берегам рек и других водоёмов. Прекрасно плавает, иногда заплывает даже в открытое море.
Охотится в сумерках и ночью, день проводит в различных укрытиях (например, в пещерах).

### Питание
Питается разнообразными позвоночными животными: обезьянами, мелкими копытными, циветтами, грызунами, птицами, рептилиями. Часто нападает на домашних животных: коз, свиней, собак и домашнюю птицу. Обычной добычей могут быть молодые свиньи и козы весом до 10—15 кг. Известен случай поедания питонами свиней массой более 60 кг. Иногда охотится на летучих мышей, которых ловит прямо в полёте, зацепившись хвостом за неровности на стенах и потолке пещеры.

### Естественные враги
Гребнистые и сиамские крокодилы, а также ложные гавиалы, являются наиболее известными естественными врагами сетчатых питонов, не считая человека. Крокодилы ловят и поедают питонов любого размера и возраста, даже крупных особей более 5 метров в длину. Известно, что сетчатые питоны, как правило, отсутствуют в местах обитания комодских варанов, несмотря на то, что их можно встретить в центральной части Флореса и на соседних островах. Уолтер Ауффенберг считает, что этот факт может быть результатом активного хищничества комодских варанов по отношению к питонам, от которого у питонов нет эффективной защиты. Меньшие хищники, такие как одичавшие собаки, королевские кобры и полосатые вараны, иногда могут поедать молодых питонов.

## Размножение
Самка питона откладывает от 10 до 100 яиц, после чего сворачивается кольцами вокруг кладки, согревая и охраняя яйца от хищников. Инкубация при оптимальной температуре +31—32 °C длится в среднем 88 дней. Молодые питоны при вылуплении имеют длину около 60 см.

## Классификация
Вид образует три подвида:
- Broghammerus reticulatus reticulatus — Номинативный подвид, являющийся наиболее крупным и широко распространённым. Вокруг середины туловища 68—78 чешуй, брюшных щитков 304—325. Ареал этого подвида охватывает Бангладеш, Мьянму, Таиланд, Никобарские острова, Камбоджу, Лаос, Вьетнам, Малайзию, Сингапур, Бруней., Индонезию (острова Анамбас, Суматра, Симёлуэ, Ниас, острова Бату, острова Ментавай, Энгано, Банка, Белитунг, Калимантан, острова Бунгуран (Натуна), Кракатау, Ява, Бали, Ломбок, Сумбава, Сумба, Флорес, Тимор, острова Бобар, острова Танимбар, Сулавеси, Бутунг, острова Сула, Буру, Амбон, Серам, острова Оби, Хальмахера, Тернате и др.), Филиппины. Отсутствует на Новой Гвинее.
- Broghammerus reticulatus saputrai — Вокруг середины туловища 77—81 чешуй, брюшных щитков 330—334. Обитает в Индонезии на юго-западе острова Сулавеси и острове Салайар.
- Broghammerus reticulatus jampeanus — Карликовый островной подвид, взрослые особи которого достигают 2—2,5 м в длину. Вокруг середины туловища 64—68 чешуй, брюшных щитков 290—301. Отличается неяркой окраской. Обитает на острове Танахджампеа, Индонезия.

## Значение для человека
Мясо сетчатого питона употребляется в пищу местным населением, и он является традиционным объектом промысла в Юго-Восточной Азии. Кожа питонов используется в галантерейной промышленности.
Эта крупная и агрессивная змея порой может представлять определённую опасность для человека. Известно несколько случаев нападения сетчатых питонов на людей.
Несмотря на крупный размер и агрессивность, сетчатый питон (особенно мелкие островные формы) часто содержится в качестве террариумного животного. Эта змея хорошо размножается в неволе, и путём селекции были получены и закреплены несколько цветовых морф сетчатого питона. Максимальная продолжительность жизни сетчатого питона в неволе — 23 года (официально задокументированный рекордсмен питон «Сетка» из Николаевского зоопарка (Украина), родившийся в июне 1990 и умерший от кишечного копростаза 4 августа 2013 года).
- Сетчатый питон заглатывает курицу
- Сетчатый питон с ксантизмом
- Молодой сетчатый питон (выведенная в неволе морфа «tiger»)